# Francisco Ximénez de Cisneros
Francisco Ximénez de Cisneros, O.F.M. (under sin levnad känd som Ximenes de Cisneros), född 1436 i Torrelaguna, död 8 november 1517 i Roa, var en spansk kardinal och statsman.
Från enkla förhållanden steg han upp till maktens höjder och blev en religiös reformator, två gånger regent i Spanien, kardinal, storinkvisitor och missionär hos morerna. Han stödde korstågen i Nordafrika och grundade Complutenseuniversitetet i Madrid (för närvarande det största i Spanien). Bland hans litterära verk är han mest känd för finansiering av Komplutensiska polyglotten, den första tryckta flerspråkiga versionen av hela Bibeln.
Kardinal Cisneros liv sammanföll med en dynamisk period i Spaniens historia under Ferdinands och Isabellas regeringstid när Spanien genomgick många reformer och gick in i det spanska imperiets gyllene år (1500–1700). Om det är någon särskild politik som skall hyllas för Spanien frammarsch så är det den som fördes av Ferdinand och kardinal Cisnero som bör nämnas i första hand.

## Vägen till makten

Ximénez de Cisneros vapen.

Gonzalo Jiménez de Cisneros föddes i en fattig familj i Torrelaguna i Kastilien 1436 och han studerade vid Alcalá de Henares och Salamanca. 1459 reste han till Rom för att arbeta som rådgivande advokat där han drog påven Pius II:s uppmärksamhet till sig. Han återvände till Spanien 1465 och hade med sig en "verkställande" skrivelse från påven som skulle ge honom innehav av första lediga beneficium. Det visade sig vara Uceda. Men Alfonso Carillo de Acuna, ärkebiskop av Toledo och primas i Spanien, vägrade att ta emot skrivelsen, och ville i stället ge beneficiet till en av sina egna anhängare. När Cisneros insisterade, kastades han i fängelse. I sex år vidhöll Cisneros sin fordran, han var fri att lämna fängelset när helst han ville om han gav upp sin fordran, men till sist 1480 gav Carillo efter för Cisneros starka övertygelse och gav honom ett beneficium. Cisneros bytte nästan på en gång bort detta mot en tjänst som kaplan, i församlingen i Sigüenza, under kardinal Pedro González de Mendoza, biskop av Sigüenza, som inom kort utsåg honom till kyrkoherde i sitt stift.
Vid Siguenza vann Cisneros beröm för sitt arbete och han verkade vara på säker väg till framgång bland det sekulära prästerskapet, när han 1484 vid en ålder av fyrtioåtta år plötsligt bestämde sig för att bli franciskanmunk. Han gav upp alla sina världsliga ägodelar, och ändrade sitt dopnamn, Gonzalo, till Francisco. Han gick in i brödraskapet San Juan de los Reyes, som nyligen hade grundats av Ferdinand II av Aragonien och Isabella I av Kastilien i Toledo. Han nöjde sig inte med den normala bristen på bekvämligheter för en munk, utan sov frivilligt på bara marken, bar tagelskjorta, fördubblade sin fasta, och med entusiasm tillät han sig i allmänhet ingenting. Under hela sitt liv, även då han var på höjden av sin makt, var hans privata liv strikt asketiskt.
Han drog sig tillbaka till det isolerade klostret i Castanar och byggde en grov koja i den närliggande skogen, där han tidvis bodde som anakoret, och blev senare väktare för ett kloster i Salzeda. Mendoza (nu ärkebiskop av Toledo) hade emellertid inte glömt honom, och rekommenderade honom 1492 till Isabella som hennes biktfar. Jimenez accepterade tjänsten på villkor att han fortfarande skulle kunna leva i sitt brödraskap och följa det religiösa livet, och bara komma till hovet när man kallade på honom. Tjänsten var politiskt viktig, för Isabella tog råd från sin biktfader, inte bara i privata frågor utan också i frågor som gällde statsangelägenheter. Cisneros starka integritet gjorde att han snart vann stort inflytande över Isabella, och 1494 utsågs han till provincial av Spanien. Kardinal Mendoza dog 1495, och Isabella hade i hemlighet ordnat en påvlig bulla som nominerade Cisneros till Mendozas ärkestift Toledo, det rikaste och mäktigaste i Spanien. Med denna tjänst hade han också fått posten som kansler av Kastilien. Isabella försökte överraska honom med att presentera utnämningen som en personlig gåva, men Cisneros reagerade inte som hon hade förväntat sig. I stället flydde han hennes närvaro, och sprang iväg, bara för att fångas in av Isabellas vakter och tvingas acceptera tjänsten mot sin vilja. Cisneros upprätthöll personligen fortfarande ett enkelt liv, även om ett meddelande från Rom uppmanade honom att leva som det anstod en man i hans ställning. Den utvändiga pompan dolde trots allt hans privata asketism.

## Reform, uppror och korståg
Från sin nya position började Cisneros reformera Franciskanerorden i Spanien. Franciskanerbröderna var tvungna att ge upp praxisen med "hustrur" (eller konkubiner). De ålades att bo i församlingen där de hade till uppgift att arbeta, delta i botens sakrament, och predika varje söndag. Det blev ett intensivt motstånd. 1498 utökades reformerna till att omfatta inte bara franciskaner utan också andra religiösa ordnar. Motståndet var så häftigt att fyra hundra munkar och tiggarmunkar flydde till Afrika med sina "fruar" och blev muslimer. Den högste abboten själv inom orden åkte till Rom i ett försök att påverka ärkebiskopens stränga reformer, men den stränge och opåverkbare Jimenez, uppbackad av en stark drottning, hölls fast vid sin övertygelse.
1499 följde Cisneros med spanska inkvisitionens domstol till Granada, och där anslöt sig ärkebiskopen av Talavera till hans ansträngningar att omvända de islamiska morerna till kristendomen. Talavera hade använt en mer skonsam åtgärd genom en långsam omställning genom utbildning, men Cisneros fortsatte med mer direkta och snabba åtgärder för att tvinga till masskonvertering och beordrade att alla arabiska manuskript i Granada skulle brännas, utom de som handlade om medicin. Indignationen hos de ej konverterade spanska muslimerna svällde till en öppen revolt, känd som Första upproret i Alpujarras. Upproret stoppades och revoltörerna fick välja mellan dopet eller exil. De flesta accepterade dopet och år 1500 rapporterade Cisneros att "det finns nu ingen i stan som inte är kristen, och alla moskéer är kyrkor". Men han hade skapat ett olösligt problem som inte var löst förrän 1609 när morerna utvisades från Spanien. De förföljda muslimerna skulle minnas honom som en tyrann.
Den 26 november 1504 dog Isabella. Ferdinand gjorde anspråk på tronen i stället för sin svärson Filip I av Kastilien, och Cisneros hjälpte att medla i tvisten genom överenskommelsen i Salamanca som gjorde Filip till kung av Kastilien. När Philip dog 1506, var Ferdinand i Neapel och Cisneros satte upp en expeditionsministär i kungens frånvaro, och stoppade ett kuppförsök från en grupp höga adelsmän att ta över tronen. I utbyte mot sin lojalitet, gjorde Ferdinand Cisneros till storinkvisitor för Kastilien och León 1507 och bad påven att ge honom en kardinalshatt.
Nästa stora händelse i kardinalens liv var korståget mot den moriska staden Oran i Nordafrika, där hans religiösa iver sammanföll med Ferdinands planer för att nå politiska och materiella fördelar. En första expedition, utrustad på bekostnad av Cisneros, intog hamnen i Mers-el-Kébir 1505, och 1509 satte kardinalen själv tillsammans med en stark styrka segel mot Afrika. På en dag intogs den rika staden genom stormning. Cisneros återvände till Spanien och försökte få kostnaderna för expeditionen ersatta av Ferdinand, men Ferdinand var nöjd med att Oran var intagen och på grund av sitt större intresse för Italien ville han inte stödja Cisneros planer för ett större nordafrikanskt korståg.

## De sista åren
Den 28 januari 1516 dog Ferdinand och lämnade Cisneros som regent av Kastilien för Karl (senare Karl V), då en yngling på sexton år i Nederländerna. Även om Cisneros på en gång tog ett fast grepp om tyglarna av regeringen, och styrde på ett beslutsamt och även enväldigt sätt, skadades Cisneros position starkt av den turbulenta kastilianska adeln och av de svartsjuka intrigerna hos Karl V:s flamländska rådgivare. I strid emot lagen, anslöt sig Cisneros till Karls önskan att utropas till kung; han skyddade Karls yngre bror Ferdinand I; han placerade hovet i Madrid, och han etablerade en stående armé genom att öva medborgarna i städerna.
I september 1517, kom Karl till provinsen Asturien, och Cisneros skyndade sig för att möta honom. Men, på vägen blev han sjuk (inte utan misstanke om förgiftning). I detta försvagade tillstånd, fick han ett brev från Karl som kyligt tackade honom för hans tjänster, och entledigade honom att återvända till sitt stift. Några få timmar efter detta, som i praktiken innebar en uppsägning (som dock några säger kardinalen inte fick kännedom om) dog kardinal Cisneros i Roa, den 8 november 1517.

## Betydelse
Cardinal Cisneros var en djärv och bestämd statsman. Han beskrivs som sträng och stel, med ett självförtroende som ibland blev övermäktigt. Han genomdrev vad han hade bestämt sig för var riktigt, med liten hänsyn till konsekvenserna för andra eller för sig själv. Han sågs som omutlig, och grundade och underhåll många välgörenhetsinstitutioner i sitt stift. Hela sitt liv ägnade han åt antingen staten eller religionen, och hans enda förströelse låg i teologiska eller skolastiska diskussioner.

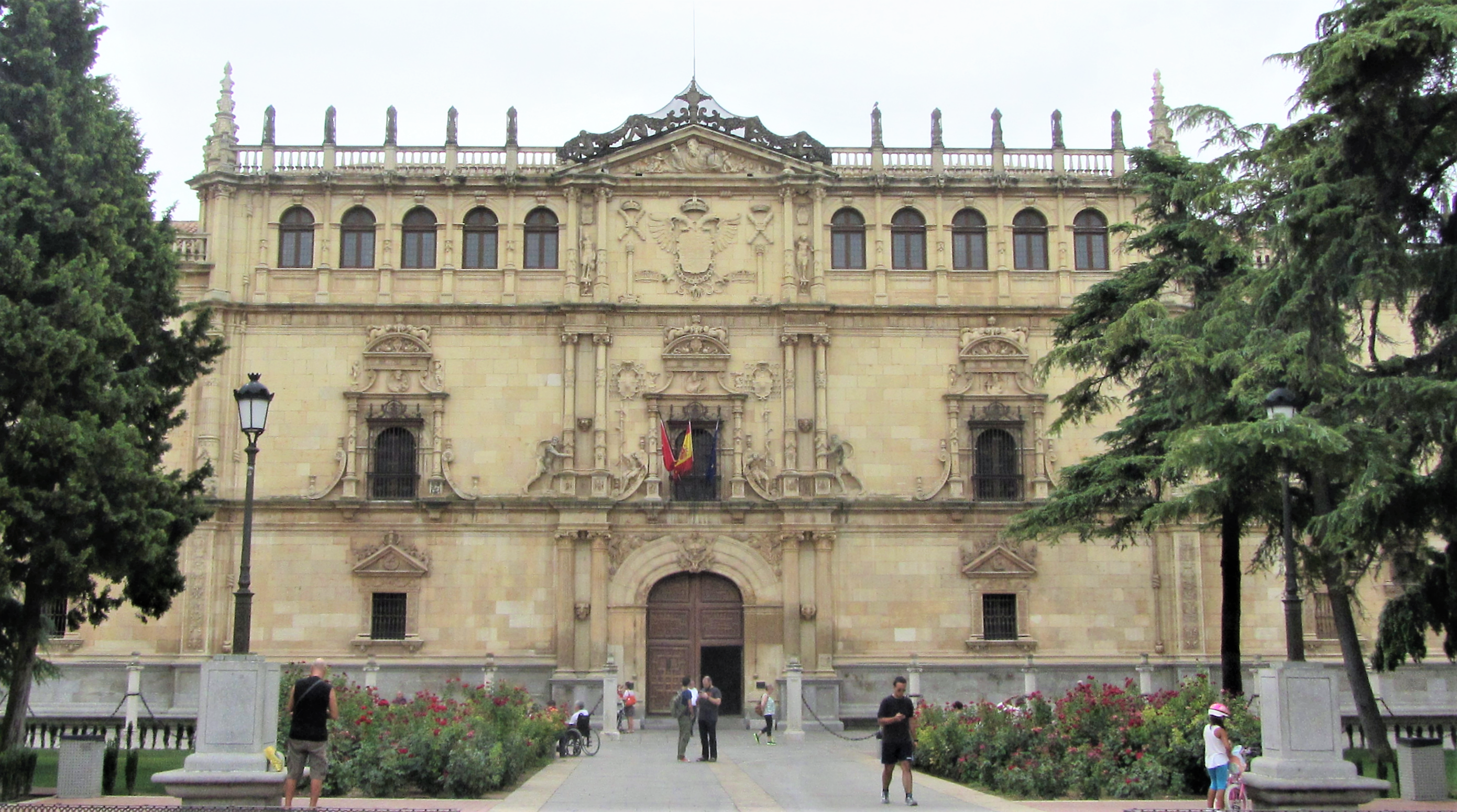
Alcalás universitet.

Universitetet i Alcalá de Henares, nu känt som Complutenseuniversitetet i Madrid, grundades 1500 och öppnades 1508. Universitetet, grundat och drivet på kardinal Cisneros bekostnad, uppnådde ett gott rykte. Vid ett tillfälle studerade 7 000 studenter inom dess väggar. 1836 flyttades universitetet till Madrid, och de påkostade byggnaderna lämnades tomma fram till att det moderna Universitetet i Alcalá de Henares bildades. Cisneros publicerade religiösa skrifter författade av honom själv och andra. Han återupplivade den mozarabiska liturgin, och utsåg ett kapell i Toledo där den var tänkt att användas.
Han är berömd för sin bekostnad av översättningen av Komplutensiska polyglotten, den första tryckta flerspråkiga översättningen av Bibeln, där sex olika versioner lagts i parallella kolumner med ursprungstexten arameiska, grekiska, latin och hebreiska så att läsarna för första gången kunde kontrollera alla översättningar samtidigt. Texten består av fem volymer, och en sjätte innehåller en hebreiskt lexikon, med mera. Arbetet inleddes 1502. Nya testamentet var färdigt i januari 1514, och hela Bibeln i april 1517. Boken tillägnades påven Leo X, men kardinalen dog några månader efter att översättningen var färdig och fick inte leva för att se den publicerad.
1884 uppmärksammade de spanska kolonisatörerna Cisneros genom att grunda Villa Cisneros, nu Dakhla i Västsahara.

### Fotnoter
1. ↑  Enligt historikern John Elliott, citerad i Rummel (1999), s.1
2. ↑  Religiös ledare, underställd den främste ordensbrodern, för ett geografiskt område och vars uppgift är att utöva tillsyn över de lokala religiösa ledarna, ej att förväxla med en ecklesiastisk (kyrklig) ledare som har tillsyn över ett antal bestämda församlingar
3. ↑  Enligt 1911 års Encyclopædia Britannica.